# デンジャラス・アンド・ムーヴィング
『デンジャラス・アンド・ムーヴィング』（DANGEROUS AND MOVING）は、t.A.T.u.の2枚目となるオリジナルアルバム。

## 内容
- DVD付スペシャル・プライス盤と低価格限定盤がリリースされた。DVDにはシングル「オール・アバウト・アス」のPVとEPK映像が収録されている。通常盤のジャケット写真には日本の高速道路が採用されている。

## 収録曲
1. DANGEROUS AND MOVING　(Intro)／デンジャラス・アンド・ムーヴィング・イントロ
2. ALL ABOUT US／オール・アバウト・アス
3. COSMOS (OUTER SPACE)／コスモス（アウター・スペース）
4. LOVES ME NOT／ラヴズ・ミー・ノット
5. FRIEND OR FOE／フレンド・オア・フォー
6. GOMENASAI／GOMENASAI
7. CRAVING (I ONLY WANT WHATI CAN’T HAVE)／クレイヴィング（アイ・オンリー・ウォント・ホワット・アイ・キャント・ハヴ）
8. SACRIFICE／サクリファイス
9. WE SHOUT／ウィ・シャウト
10. PERFECT ENEMY／パーフェクト・エネミー
11. OBEZYAWKA NOL／オビジャンカ・ノリィ
12. DANGEROUS AND MOVING／デンジャラス・アンド・ムーヴィング
13. VSYA MOYA LUBOV／フシャ・マヤ・リュボーヴュ
14. LYUDI INVALIDI／リュディ・インワリディ
15. DIVINE／ディヴァイン